# Idactus maculicornis
Idactus maculicornis är en skalbaggsart som beskrevs av Charles Joseph Gahan 1890. Idactus maculicornis ingår i släktet Idactus och familjen långhorningar.
Artens utbredningsområde är:
- Kenya.
- Moçambique.

Inga underarter finns listade i Catalogue of Life.